# Wild Guns
Wild Guns (ワイルドガンズ) é um jogo de tiro em 3a pessoa desenvolvido pela Natsume em 1994 para SNES. Posteriormente, em 2010, ele foi portado para o Nintendo Wii (Virtual Console). Foi lançado um remaster chamado de Wild Guns Reloaded em 20 de dezembro de 2016, chegando depois em 17 de julho de 2017 para Microsoft Windows e Nintendo Switch em 17 de abril de 2018.

## O Jogo
O jogo se passa num típico cenário do velho oeste com todos os seus tradicionais elementos representados, além de um toque futurista que implementa uma série de outras parafernálias típicas de filmes de ficção como máquinas e robôs.
No jogo você terá a opção de jogar tanto sozinho quanto em dupla e poderá escolher entre dois personagens: O cowboy Clint e a belíssima Annie (ambos os personagens possuem basicamente as mesmas habilidades). As cores das roupas dos personagens podem ser alteradas.
Basicamente, Clint e Annie podem se movimentar livremente para todas as direções em um plano 2D, porém não podem caminhar para frente ou para trás.
Ao todo o jogo possui seis fases que são subdivididas em três partes sendo que as duas primeiras possuem um mini chefão e a ultima parte é totalmente dedicada ao chefão do nível.
Um dos pontos que mais chamam a atenção em Wild Guns é a respeito dos cenários altamente ricos em detalhes. Além disso, praticamente tudo pode ser destruído com tiros.

## Trilha Sonora
A trilha sonora do jogo foi composta por Hiroyuki Iwatsuki e Haruo Ohashi.
Com músicas empolgantes que se adaptam perfeitamente tanto aos cenários como a temática geral do jogo, deixando a jogatina ainda mais agradável.
1. Theme of Wild Guns (00'59)
2. Select Player (00'42)
3. Practice (01'57)
4. Carson City (02'44)
5. Boss (00'56)
6. Ammunition Depot (01'22)
7. Gold Mine (02'35)
8. Armored Train (01'56)
9. Final Fight - Part 1 (01'38)
10. Final Fight - Part 2 (02'18)
11. Finale (02'28)

Total (19'35)
Wild Guns Reloaded musicas novas
1. Underground (4:39)
2. Flying Ship (3:36)

## Críticas e Recepção
| Críticas profissionais               | Críticas profissionais |
| Avaliações da crítica                | Avaliações da crítica  |
| Fonte                                | Avaliação              |
| ------------------------------------ | ---------------------- |
| Video Games & Computer Entertainment | 70%                    |
| Electronic Gaming Monthly            | 80%                    |
| GamePro                              | 80%                    |

O jogo recebeu boas críticas desde o seu lançamento. Video Games & Computer Entertainment deu nota 7 (70%) e as revistas Electronic Gaming Monthly e GamePro deram nota 8 (80%).[carece de fontes?]
A versão Wild Guns Reloaded Foi bem recebida com o GameSpot chamando de legal e dando nota 8, no Metacritc a versão de Switch recebeu nota 80 enquanto a versão de PS4 74.

## Wild Guns Reloaded
A versão remasterizada apresenta varias melhorias gráficas e novidades sobre a versão original e traz mais conteúdo, com pequenas mudanças nos cenários e Boss.
- Suporte para 4 jogadores
- Melhorias gráficas
- Musicas remixadas e sons melhorados
- Adição de mais 2 personagens Doris e o cachorro Bullet
- Novas fases com novos Boss para as mesmas
- Nova cena final
- Novas armas
- Rankings online